# Alexandra de Grècia (gran duquessa de Rússia)

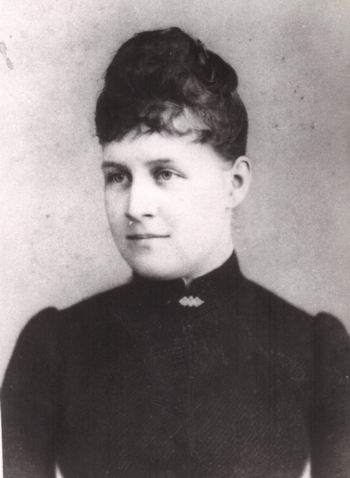
Alexandra de Grècia (gran duquessa de Rússia)

Alexandra de Grècia, gran duquessa de Rússia (Corfú 1870 - Ilinskoie, Rússia 1891). Princesa de Grècia i de Dinamarca. Filla del rei Jordi I de Grècia i de la gran duquessa Olga de Rússia. Era neta del rei Cristià IX de Dinamarca i besneta del tsar Nicolau I de Rússia.
El 1888 va ser compromesa amb el gran duc Pau de Rússia fill del tsar Alexandre II de Rússia i de la princesa Maria de Hessen-Darmstadt, casant-se l'any següent a Sant Petersburg.
Del matrimoni entre la princesa grega i el gran duc rus en nasqueren dos fills:
- SAI la gran duquessa Maria de Rússia nascuda a Sant Petersburg el 1890 i morta al castell de Mainau al llac de Constança el 1958. Es casà en primeres núpcies amb el príncep Guillem de Suècia, i en segones núpcies amb el príncep Putiatine.

- SAI gran duc Demetri de Rússia nat a Ilinskoie el 1891 i mort el 1941 a Davos (Suïssa). Es casà amb Audrey Emery creada princesa Romanonovskaia-Iljinskaia.

El naixement del segon fill es produí en unes circumstàncies molt especials, ja que nasqué abans d'haver complert el procés de gestació i en una propietat rural de l'interior de Rússia on tan sols fou possible trobar una comadrona local. El part es complicà i el 24 de setembre de 1891 Alexandra moria com a resultat de complicacions en el part.
Els seus fills quedaren sota la custòdia del gran duc Sergi de Rússia i de la gran duquessa Elisabet de Hessen-Darmstadt durant l'exili del gran duc Pau després de contraure matrimoni morganàticament.
El gran duc Dimitri participà en l'assassinat de Rasputín, fou exiliat a Geòrgia per la qualcosa pogué escapar de la Revolució russa.